# Böttinger Baggerseen
Böttinger Baggerseen ist ein Naturschutzgebiet mit der Schutzgebietsnummer 1126 im Landkreis Heilbronn in Baden-Württemberg.  

## Lage und Beschreibung
Das Naturschutzgebiet liegt in der Böttinger Neckarschleife rund 600 Meter nordwestlich vom Gundelsheimer Ortsteil Böttingen. Es entstand durch Verordnung des Regierungspräsidiums Stuttgart vom 13. September 1984. Es gehört zu den Naturräumen 125-Kraichgau und 128-Bauland innerhalb der naturräumlichen Haupteinheit 12-Neckar- und Tauber-Gäuplatten.

## Schutzzweck
Wesentlicher Schutzzweck ist nach der Schutzgebietsverordnung die Erhaltung und nachhaltige Sicherung eines ökologischen Ausgleichsraumes (Ruhezone) in der belasteten Umgebung und als Fortpflanzungs-, Durchzugs-, Nahrungs- und Raststätte von bedrohten Tierarten.